# Участок санатория Глуховского
Посёлок участка санатория Глуховского, Участок санатория Глуховского. сокращ. уч. сан. им.Глуховского (баш. Глуховская санаторийы) — упразднённый в 2005 году посёлок Бекетовского сельсовета Ермекеевского района Республики Башкортостан.

## География

### Географическое положение
Расстояние до (на 1 января 1969):
- районного центра (Ермекеево): 35 км,
- центра Спартакского сельсовета (Спартак): 22 км,
- ближайшей ж/д станции (Приютово): 7 км.

## История
Возник как поселение аналогично селу санатория Глуховского — при отдельном участке санатория Глуховского, находящего в Белебеевском районе.
На 1969, 1972 годы входил в Спартакский сельсовет.
Закон Республики Башкортостан от 20 июля 2005 года № 211-з «О внесении изменений в административно-территориальное устройство Республики Башкортостан в связи с образованием, объединением, упразднением и изменением статуса населённых пунктов, переносом административных центров» гласил:

ст.1

4. Упразднить следующие населенные пункты:

19) в Ермекеевском районе:

поселок участка санатория Глуховского Бекетовского сельсовета

## Население
На 1 января 1969 года проживали 24 человека; преимущественно чуваши.

На 1 января 2002 года в посёлке Участка Санатория Глуховского (п. Павловский) проживали 6 человек, по 3 женщины и мужчины; русские	67 %, татары	33 %.